# Luigi Lonfernini
Luigi Lonfernini (Borgo Maggiore, 31 agosto 1938) è un avvocato, politico e banchiere sammarinese.
Ha ricoperto l'incarico di Capitano Reggente da aprile ad ottobre 1971, in coppia con Attilio Montanari, e da aprile ad ottobre 2001, in coppia con Fabio Berardi. È esponente del Partito Democratico Cristiano Sammarinese.

## Biografia
Nato a Borgo Maggiore nel 1938, Lonfernini ha studiato Giurisprudenza all'Università di Bologna, laureandosi nel 1962. Avvocato professionista, è stato Presidente dell'Ordine degli Avvocati e Notai, e della Consulta dei Liberi Professionisti di San Marino dal 1988 al 1996. È docente presso la Scuola di perfezionamento di studi giuridici sammarinesi e dal 1988 è presidente dell'Istituto Giuridico Sammarinese.

## Carriera politica
Fin da giovane ha svolto attività politica, sempre nelle file del PDCS: è stato ininterrottamente membro del Consiglio Grande e Generale dal 1964 al 1983, e poi nuovamente dal 1998 al 2001. È stato inoltre membro del Congresso di Stato dal 1964 al 1978.
È attualmente presidente della Banca Agricola Commerciale di San Marino.